# Сибирка (Алтайский край)
Сибирка — село в Шелаболихинском районе Алтайского края, Россия. Входит в состав Кучукского сельсовета.

## География
Село Сибирка находится на берегу реки Обь, где расположена одноимённая пристань.
Уличная сеть
В селе одна улица — Обская.

## История
По Всероссийской сельскохозяйственной, земельной и городской переписи 1917 года в Сибирской волости зарегистрированы населённые пункты, среди которых упоминается деревня Сибирка. В 1917 году в деревне проживало 846 человек в 167 хозяйствах.

## Население
| 1997 | 1998 | 1999 | 2000 | 2001 | 2002 | 2003 |
| ---- | ---- | ---- | ---- | ---- | ---- | ---- |
| 101  | ↗102 | ↘92  | ↗97  | ↘96  | ↘95  | ↗103 |
| 2004 | 2005 | 2006 | 2007 | 2008 | 2009 | 2010 |
| ↘100 | ↘94  | ↗97  | ↗109 | ↘101 | ↗106 | ↘85  |
| 2011 | 2012 | 2013 |      |      |      |      |
| ↘84  | ↘81  | ↘71  |      |      |      |      |

## Инфраструктура
Школьники обучаются в «Кучукской средней общеобразовательной школе», почтовое отделение находится в административном центре — селе Кучук.
Транспорт
Дорога Н-5906, ведущая к причалу Сибирка на берегу Оби, проходит через село.